# Nachal Jehošafat
Nachal Jehošafat (hebrejsky: נחל יהושפט) je vádí v jižním Izraeli, v pohoří Harej Ejlat.
Začíná v nadmořské výšce okolo 400 metrů nad mořem, na severním okraji hory Har Jehošafat, cca 6 kilometrů západně od města Ejlat. Odtud směřuje k jihu hlubokým skalnatým údolím po západním úpatí hory Har Jehošafat. Pak se stáčí k východu a vede hlubokým zářezem mezi vrchy Har Jehošafat a Har Rechav'am. Zde pak na západním okraji planiny Ramat Jotam ústí zprava do vádí Nachal Šlomo, které jeho vody odvádí do Rudého moře.